# MG ZS (2017)
La MG ZS è un'autovettura prodotta dal gruppo automobilistico cinese SAIC con marchio della casa automobilistica britannica Morris Garages dal 2017.
In Perù la vettura viene venduta come MG ZX, mentre dal settembre 2021 viene commercializzata come MG Astor in India.

## Profilo e contesto

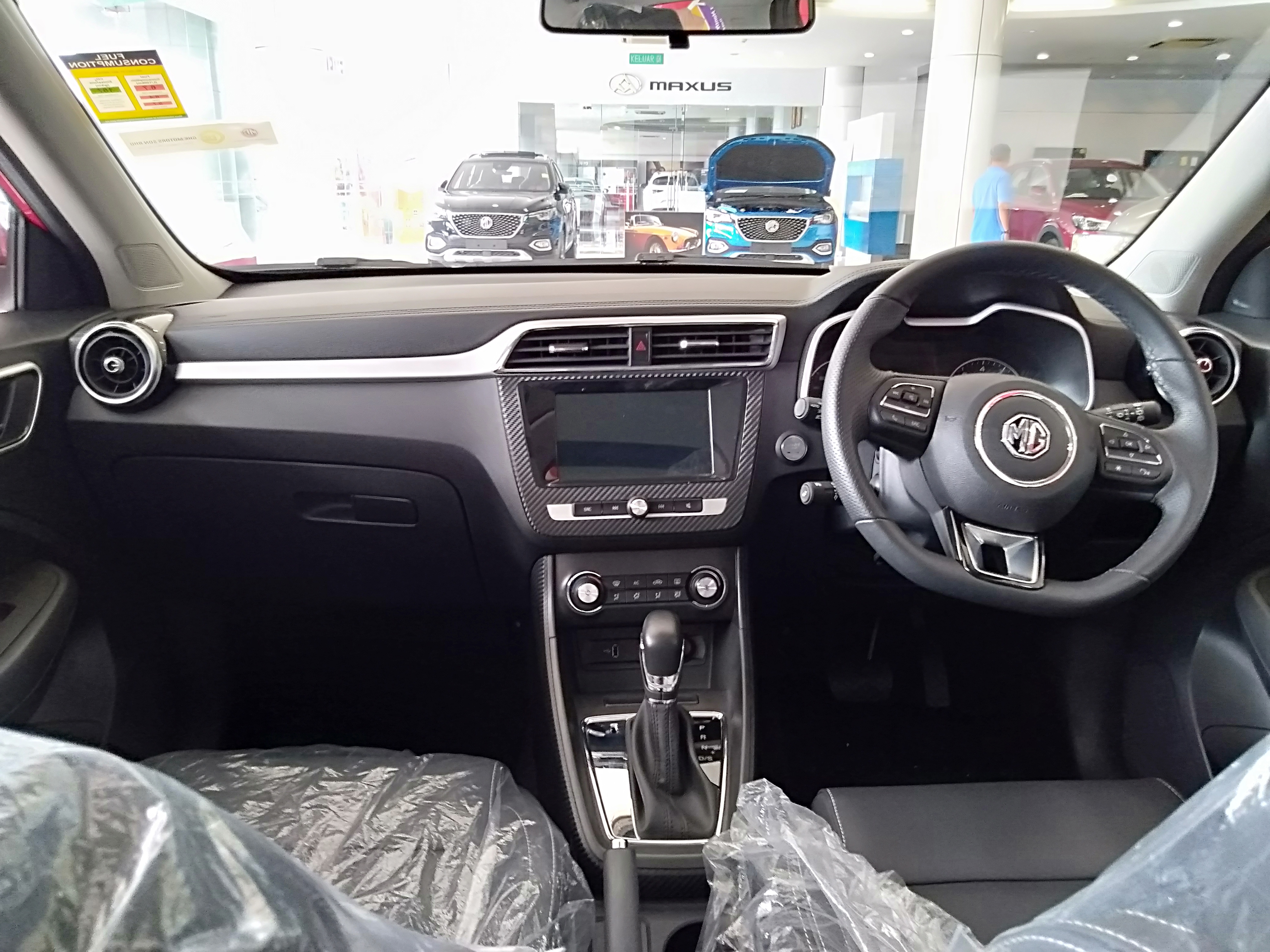
Interni

La ZS è il secondo SUV prodotto dalla MG Motor dopo la più grande MG GS. 
Il nome ZS era già stato precedentemente tra il 2001 e il 2006 utilizzato su un'altra vettura del marchio inglese, quando faceva parte del gruppo Rover.

### EZS

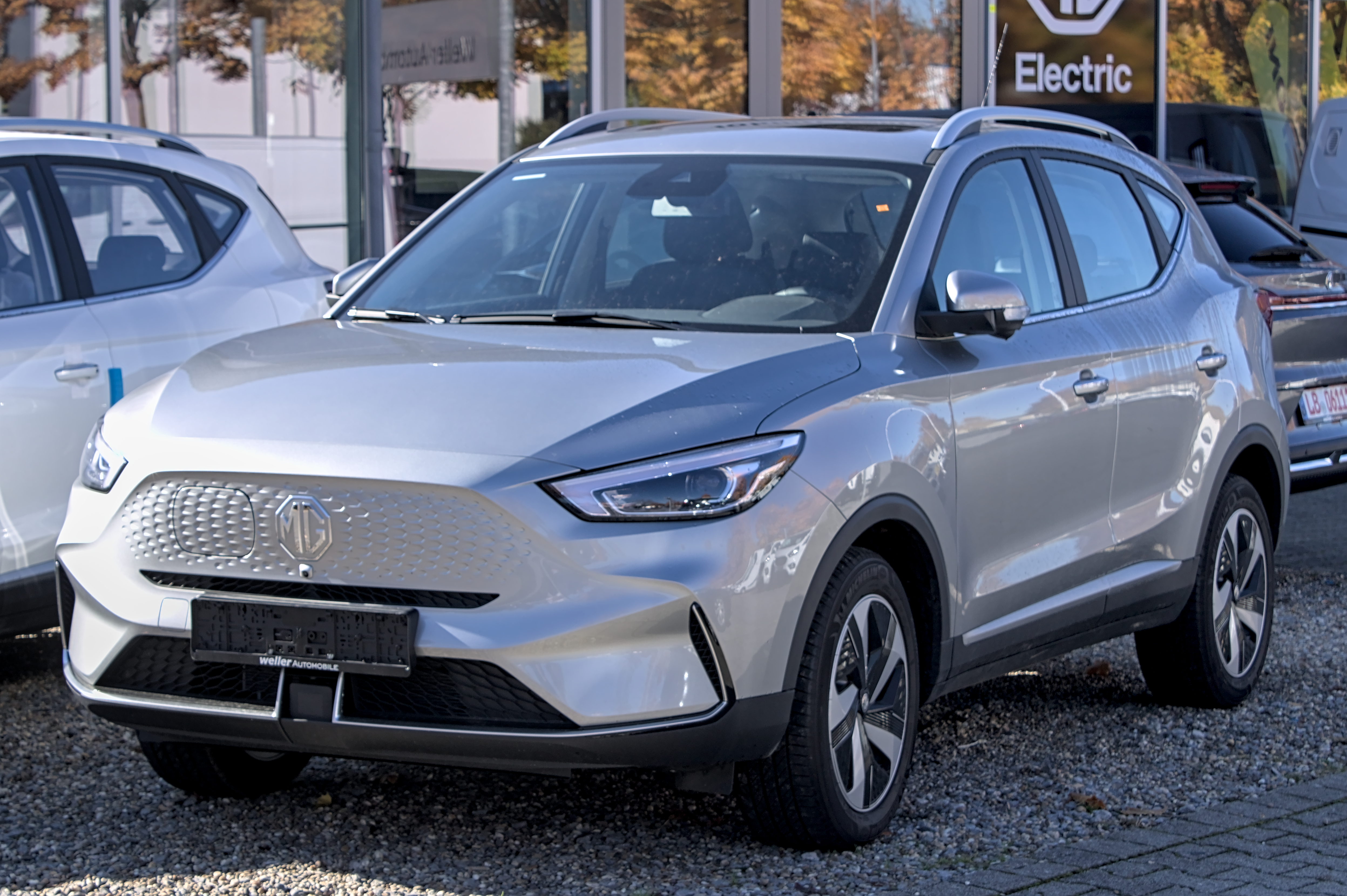
MG ZS EV

Nel 2019 è stata presentata la MG EZS, versione elettrica della MG ZS. È alimentata da una batteria agli ioni di litio da 44,5 kWh e da un motore elettrico posto nella stessa posizione di quello endotermico che produce 110 kW e 350 Nm, che vengono scaricati sulle ruote anteriori.
La EZS ha ottenuto un punteggio di cinque stelle nei crash test Euro NCAP a dicembre 2019.

### ZS EV
Nel 2021 arriva in Italia la versione elettrica denominata ZS EV, dotata di motore elettrico da 105 kW e 353 Nm. La versione base è alimentata da un pacco batteria da 50,3 kWh con 320 km di autonomia omologati secondo il ciclo WLTP, mentre la versione Long Range con pacco batteria da 70 kWh aumenta l'autonomia a 440 km.

## Evoluzione

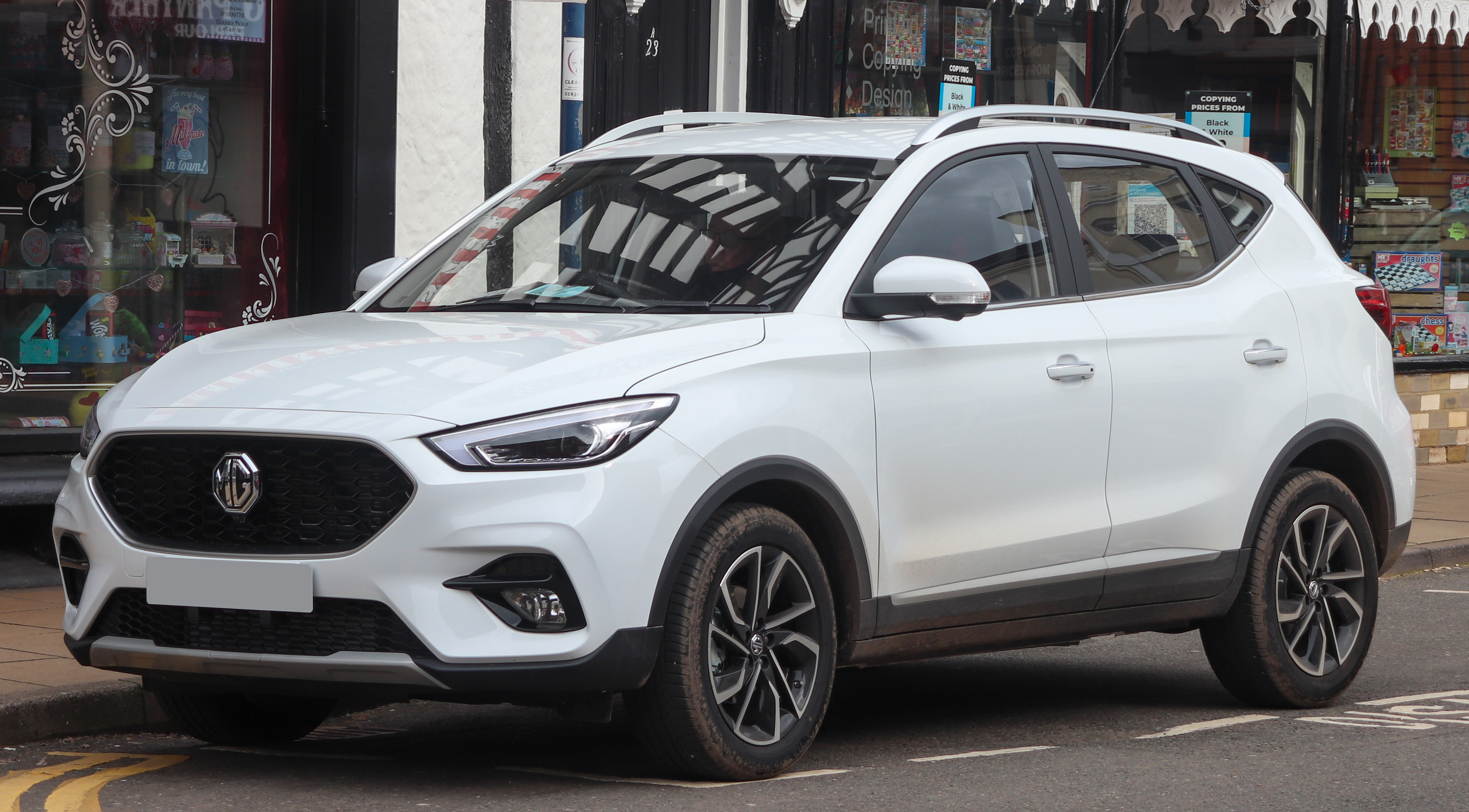
ZS restyling 2021

Nel 2019 in Cina, la ZS è stata sottoposta ad un restyling, che presenta una paraurti anteriore ridisegnata con nuovi fari e una inedita griglia frontale. Nella parte posteriore, c'è un nuovo paraurti e fanali ridisegnati. Il suo cruscotto viene aggiornato e ora dispone di uno schermo dell'infotainment più grande da 10,1 pollici.
Nel settembre 2020 la MG ha lanciato in Australia la versione restyling della ZS rinominandola MG ZST. La lettera "T" sta ad indicare la nuova motorizzazione turbocompressa, un'unità sovralimentata a benzina da 1,3 litri in abbinamento ad cambio automatico a 6 marce.